# 마기 (만화)
《마기》(일본어: マギ, 영어: Magi: The Labyrinth of Magic)는 오오타카 시노부가 그린, 아라비안 나이트를 테마로 한 일본의 만화이다. 《주간 소년 선데이》에 2009년 6월 3일부터 2017년 10월 11일까지 연재되었다. 각각의 챕터는 '탱크본'으로 쇼가쿠칸에 게시되고 있다. 제1권 2009년 12월 18일에 발매되었다. 2012년 10월부터 2013년 3월까지 애니메이션으로 제작되어 방송되었고, 2013년 10월부터 2기로 제작되어 방송 중이다. 대한민국 내에서는 네이버 TV, 애니플러스, 카툰네트워크, 애니맥스, 유튜브에서 방송 중이다. 2018년 5월부터 투니버스, 카툰네트워크, 애니맥스, 대교어린이TV에서 HD화질로 다시 방영 중이다.

## 개요
영 간간에서 이적 해온 오타카 시노부의 이적 후 첫 작품. 등장인물 이름의 일부는 아라비안 나이트에서 빌려 왔다.
신비한 소년 알라딘은 우고라는 진을 소환하는 마법의 피리를 가지고 있다. 진은 거대하고 근육질의 몸을 가지고 있지만, 피리에서 머리를 공개할 수 없기에 머리 없는 모습으로 나타나 그가 구하려고 하는 사람들로부터 자주 괴물로 오인받게 된다. 그 둘은 부자가 되려고 하는 겉보기에 욕심 많고 교묘한 젊은이인 알리바바를 만나고 우고는 인근에 보물 가득한 지하 감옥, 미궁(던전)을 탐험하는 강력한 우군이 될 수 있다는 것을 깨닫게 된다. 그들이 모험을 함께 하는 동안, 그들은 암흑대륙에서 온 노예 소녀 모르지아나와 함께 진정한 친구가 된다. 세 만남은 다른 진, 그리고 그들이 누가 세계를 지배하는가 결정하는 운명에 있다는 것을 알려주고 있다.

## 줄거리

### 미궁 편
제7미궁 아몬의 주위에 펼쳐진 마을 티샨에 사는 젊은이 알리바바는 마부 아르바이트를 하면서 미궁을 공략하여 백만장자가 될 것을 꿈꾸고 있었다. 그러던 어느 날, "진의 금속기"를 찾아 여행을 하고 있다는 수수께끼의 소년 알라딘과 만난다. 그가 가진 피리에 깃들어 있는 "우고"의 힘을 목격 한 알리바바는 알라딘에게 함께 미궁 공략을 가자고 제안한다.

### 황아 편
알리바바와 함께 던전을 공략 한 알라딘은 미궁에서 빠져나오는 과정에서 먼 이국의 땅에 펼쳐진 초원에 떨어지게 된다. 거기에 사는 기마 민족 황아족의 마을에서 알라딘은 "루프"를 볼 수 있는 할머니를 만난다. 그리고 황아족과 접촉을 시도하려는 황 제국의 금속기 사용자 연 백영을 만나게 된다.

### 모르지아나 편
알리바바 의해 속박에서 해방 된 소녀 모르지아나는 고향 카타르고에 돌아가기 위해, 라이라와 사아사의 소속 카라반 함께 카타르고 행 배가 출항하는 연안 국가 바르바드를 향하고 있었다. 그러나 바르바드로 향하는 길에 도적이 눌러 앉아 있었기 때문에 길은 막혀 버린다. 그래서 모르지아나는 도적단을 퇴치하고 원래 예정대로 바르바드로 가기 위해 그들의 본거지에 들어간다.

### 바르바드 편
우연한 사건에서 재회한 알라딘과 모르지아나는 함께 여행을 계속해 온 카라반과 이별하고, 바르바드로 향한다. 여행 도중 그들은 장사를 위해 바르바드로 향하다 도적을 만나 옷까지 빼앗긴 남자를 만나게 된다. 그 남자에게 도움을 준 그들은 그가 숙박하는 호텔로 안내된 알라딘은 '쾌걸 알리바바'라고 자칭하는 도적이 일당을 이끌고 바르바드를 털고 있다는 얘기를 듣는다.

### 신드리아 1
신드바드가 다스리는 나라 신드리아에 식객으로 머물게 된 알라딘, 알리바바, 모르지아나 세 사람은 신드바드로부터 운명의 흐름을 역행시키려는 알 사멘의 이야기를 듣는다. 그들과의 싸움을 대비해 세 사람은 각자의 스승 밑에서 착실히 힘을 길러간다. 그러던 나날, 황제국의 황자 연백룡이 신드리아로 유학을 오게 된다. 그는 선황제의 아들로, 황제국을 멸망시키려는 목적을 가슴에 품고 바르바드 때의 알리바바처럼 초조해하고 있었다.

### 미궁 편(자간)
더 이상 미궁에 들어갈 수 없다는 신드바드는 실전 겸 식객으로서 일을 해달라며 알라딘들에게 미궁 자간의 공략을 맡긴다. 미궁 공략을 황 제국의 신관 쥬다르에게 의지할 수 없었던 백룡도 동행하여, 네 사람은 제61미궁 자간 공략에 나선다.

### 신드리아 2
미궁을 공략한 기쁨도 잠시, 일행은 기다리고 있던 알 사멘의 습격으로 만신창이가 된다. 던전 내부에서도 알 사멘과 조우하여 힘을 소진해 제대로 싸울 수 없었던 일행은 알 사멘의 공격에 쓰러지고, 팔인장이자 이들의 스승이기도 한 야무라이하, 샤를르칸, 마스루르가 나선다. 알 사멘의 공격에 스스로의 힘으로 지킬 수 있었던 것이 얼마 되지 않는 것을 깨달은 알라딘은 신드리아에 안주하는 것에 회의를 느끼고, 어둠의 금속기 조사와 마법공부를 위해 홀로 매그노슈탓트로 떠나기로 결의한다.

### 해적 토벌 편
알라딘 만이 아니라 다른 동료도 신드리아를 떠나 저마다의 길을 가기로 결의하고 도중의 해로를 함께 하기로 한다. 악티아 왕국으로 향하는 해로에서 알라딘 일행은 대성모 해적단에게 습격당하고, 항구 마을에서 아이들이 납치되었다는 것을 알고 해적 소탕에 나서기로 한다. 자간의 힘으로 백룡이 해적단의 아지트가 된 섬을 알아내고, 던전 자간을 공략한 네 사람은 마지막으로 함께 싸움에 나선다.

### 매그노슈탓트 편
알라딘은 이용당하지 않기 위해 마기임을 숨기고 루프의 자발적인 도움을 받지 못하게 되자 6가지로 나뉘는 실력별 계급에서 최하위인 6코도르를 받는다. 하지만 자신의 목표를 상기하고 1년간 실력을 길러 1코도르로 승급하며 우수한 자질을 드러낸다. 모두가 그런 알라딘이 수석으로 뽑히는 게 당연하다고 생각하나, 수석이 된 것은 티토스 알렉키우스라는 학생이었다. 어느날 알라딘은 티토스와 룸메이트인 스핀토스와 함께 외출했다가 5등허가구의 주민이 지하에서 마력을 빨아먹히고 있음을 알게 된다.

### 뢰엠제국 편
마법제국 매그노슈탓트는 뢰엠제국과의 전쟁을 벌인다. 뢰엠병사와 싸우던 매그노슈탓트의 알라딘은 막아두고 있었던 마기의 힘을 해방한다. 그리고, 압도적인 마고이의 양과 마법지식을 가지고 뢰엠쪽을 쓰러뜨린다. 하지만, 무 알렉키우스가 전신마장을 하여 알라딘과 매그노슈탓트를 공격한다. 그 때, 뢰엠제국과 같이있던 알리바바가 무의 공격을 막아내고, 알리바바와 알라딘은 재회를 맞이한다.

### 황 제국 편
옥염에게 덤벼든 백룡은 옥염에게 패하고 쥬다르와 손을 잡는다. 황의 홍패의 군대가 검은 진의 습격을 받는다. 순간적의 홍패의 판단으로 무기마장을 하여 병사들을 지켜보려 하지만 홍패의 군대는 거의 전멸하고 말았다.
순간 화가 난 홍패가 극대마법을 사용하여 검은 진을 쓰러뜨리지만 그것도 잠시. 곧바로 검은 진이 나왔다. 홍패가 버티고 있는도중에 알리바바와 알라딘이 그 곳에 나타난다.
한편, 티토스는 마르가와 함께 5등허가구에서 모가메트를 저지하는데 성공한다. 그와 동시에 흑점이 만들어지고,황의 홍염과 거래를 하여 흑점을 저지하러 간다.
흑점을 처리하던 도중 신밧드가 나타나고 안심한 알리바바는 마장이 풀리고 추락한다. 그걸 모르지아나가 받아내고,모르지아나도 신밧드와 함께 싸운다.
그리고 세헤라자드가 마지막의 초율마법을 사용해서 마고이를 모두에게 나눠주고 모두의 힘을 합친 극대마법으로 흑점을 물리치고 모가메트를 솔로몬의 지혜로 정화시키고 티토스가 다시 마기로 선정되어 태어난다.

## 용어

### 진·금속기·미궁 관련
진(ジン)
진의 금속기에 봉인되어 있는 "마신"이라고 불리는 신화에 등장하는 정령. 미궁의 지배자로서 그 깊이 잠들어 있어 독특한 미궁 공략자의 호출에 따라 강력한 힘을 준다.
실체 없는 존재 때문에 신체의 크기는 자유롭게 바꾼다(이마의 제3의 눈과 체색이 파란 것이 공통). 자신들을 만들어 낸 솔로몬의 이시신인 마기에 지시하는 것이 허락되지 않았기 때문에, 알라딘에 필요 이상의 것을 가르칠 수 없다. 또, 계약하는 "왕"을 포함한 인간에게 알마 트란에 관한 정보를 알려주는 것을 금하고 있다.
그들은 공략자를 본 순간에 진을 사역하는 데 필요한 그릇인 인간의 마력의 내용량을 알 수 있다. 또 그들은 미궁 안에서 죽지는 않다고 여겨져 미궁의 목표인 "보물 창고"에서 나올 수 없으며 팔방 별이 새겨진 석기를 누군가가 만지는 것으로 처음 출현한다.
지상의 "왕"이 쓰는 순수한 "힘"으로서 솔로몬에 의한 루프에서 생겨난 인공 생명체(때문에, 지상에서 실체화해서는 안 된다고 한다). 실체화하기 위해서는 마기가 갖는 것과 동등한 마력을 얻어야 한다. 본래는 루프에게 사랑 받는 마법사만이 만들 수 있지만 12년 전 이스난과 모가메트가 협력하여 검은 루프에 따라 검은 진을 연성하는 기술을 짜냈다.
모델은 솔로몬 72기둥의 악마.
검은 진(黒いジン 구로이 진[*])
검은 루프에서 만들어지는 인공 생명체. 이스난에 의한 정보 제공의 결과 매그노슈탓트 학원에서 생겨났다. 개체 차이는 있지만 기본적으로 예각적인 검은 장갑을 낀 거인의 모습을 하고 있다. 또 베는 공격에 내성을 갖고 있어서, 토막내지 않으면 끝도 없이 재생한다.
알마 트란의 검은 진(アルマ・トランの黒いジン 아루마 도란 노 구로이 진[*])
통상의 검은 진보다 더 악의에 찬 존재. 이 세상의 하얀 루프를 없애 보겠다는 의지를 갖고 있다. 생성에는 막대한 양의 검은 루프를 낳는 마력, 그리고 "타전(墮轉)"한 인간의 강인한 의지가 필요하다. 머리가 없이 몸체에 눈이 있는 전체적으로 둥그스름하며, 처음은 불안정한 형태를 하고 있지만, 연성이 계속되는 동안에 근육질에 정밀한 육체를 갖기 시작하고 눈도 3개에서 5개가 되는 등의 변화가 이루어진다. 특수한 공격은 하지 않지만, 어쨌든 대량으로 출현해 물리적으로 적을 섬멸하다. 그 공격은 마기의 방벽 마법으로도 완전히 막지 못하다. 작중에서는 모가메트에 의한 매그노슈탓트의 마력에서 나왔다.
금속기(金属器 긴조쿠키[*])
미궁 공략자가 손에 넣고 진을 가진 도구 최강의 마법 도구. 다른 마법 도구와는 차원이 다른 강력한 힘을 가진다. 일명 "솔로몬의 금속기". 금속기의 소지자는 "금속기 사용"이라고도 불린다. 소지자는 진이 가진 강력한 힘을 행사할 수 있지만, 인간이 가진 마력의 총량은 한계가 있었기 때문에 보통 마장에서 다룬다. 어딘가에 팔방 별이 새겨져 있고, 마장 중에 그 부분을 파괴되면 금속기에 의한 초상의 힘을 못쓰게 되다. 만일 마기의 막대한 마력에서 사용한 경우는 진리 그 자체의 구현이 가능하다.
평소에는 소지자가 익힘으로써 점차 마력이 축적되지만 그것을 끄면 무력하게 된다. 다만, 진에 따른 능력과 동질의 현상을 이용하면 한순간만 힘을 쓸 수 있다(예를 들면, 염열을 관장하는 아몬이면 불길을 넣는다). 자연 현상을 도입하여 막을 수 없는 "극대 마법"을 각각의 한가지만 발휘할 증폭 장치의 기능을 가진다.
주로 일체화하고 힘을 발휘한다는 특성상, 금속기로 금속은 주로 잘 어울리는 것이 바람직하다고 한다. 또 끝까지 진은 왕에 대해 있으며 금속기가 파손된 경우에도 시간은 걸리지만 바꾸는 것은 가능하다.
금속기의 등장보다는 그것을 손에 넣고 활용하느냐가 전쟁의 요체로 변해버렸다.
마장(魔装 마소[*])
금속기에 맺힌 진의 힘으로 몸을 얇게 덮고 자신과 동화시킴으로써, 실체화한 진에 가까운 힘을 얻는 것. 진 사용법의 본질. 마장한 소지자의 모습은 더 강력하게 변하고, 진 본래의 모습에 가까워진다. 전신 마장이 되는 것이고 극대 마법을 사용할 수 있다(발동시에는 거대한 팔방 별이 나타난다). 또 전신 마장 때에는 알마 트란의 진의 흔적인지 제3의 눈(모양)이 발견된다.
무기화 마장(武器化魔装 부키카마소[*])
진에 가장 가까운 중심이 되는 금속기에서 육체(주로 무기를 쥔 손)에 걸쳐 마장하는 것. 전신 마장에 비해 쉽다. 금속기는 진 본체가 가진 무기 자체의 모습이다.
권속기(眷属器 겐조쿠키[*])
금속기에서 힘을 나눠 줄 수 있는 마법 도구. 이름과 같이 주로 금속기와 공투 하는 동안에 진을 받은 자·친족이 그 능력을 얻는다. 권속기 소지자는 "권속기 사용"이라고도 불린다. 금속기와 마찬가지로 축적된 마법에는 한계가 있다. 금속기와 진의 혜택에 의해 강력한 힘을 갖고 일반 마법 도구와는 달리 마력을 가지지만, 권속기 사용 본인이 충분한 마력을 보유하고 있어도 주인이 금속기를 멀리 떼어 버리면 그 힘을 행사할 수 없다. 권속과 "동화(同化)" 하는 것으로 마장에 맞먹는 힘을 얻을 수 있지만 한번 하면 다시는 인간의 모습에는 돌아오지 못한다. 이 기술은, 예전에 알마 트란에서 솔로몬의 72명의 권속들이 사용한 최종 수단이다. 금속기처럼 사용자에게 정든 금속이 바람직하다.
어둠의 금속기(闇の金属器 야미 노 긴조쿠키[*])
알 사멘의 구성에 따라 검은 루프를 양식에 만들어진 금속기. "솔로몬의 금속기"와 같은 전신 마장을 할 수 있는 다른 사용자가 자신의 몸을 관철함으로 스스로를 검은 진으로 바꿀 수 있다. 진 상태에서는 검은 루프의 공급이 있으면 무한히 재생할 수 있지만, 검은 루프가 없는 곳에서는 이성을 잃었기 때문에 큰 위력의 공격을 반복하면서 점차 약화된다. 극대 마법의 위력은 "솔로몬의 금속기"에 떨어진다. 모가 메트 일행들에 의해 창조된 것이므로 내부에 매그노슈탓트에서 마법 도구를 정제할 때에 박히는 "마력 자국"이 새겨져 있으며, 사용자는 사용 후에도 살아남았다고 해도 후유증에 의해 점차 기울어 가는 최종적으로 육체가 메마른 흑탄처럼 되어 사망한다(치료법은 아직 발견되지 않았다).
진의 금속기(일본어: ジンの金属器)
미궁 완전 공략자가 가질 수 있는 진이 깃드는 도구이다. 금속기 소지자는 진의 강대한 힘을 발휘할 수 있으나, 마기가 아닌 평범한 인간은 진을 실체화 시킬 수 없기에 마장이라는 방법으로 진의 힘을 몸에 둘러 이용한다.
검은 진(일본어: 黒いジン)
알 사멘이 검은 루프를 이용하여 인공적으로 만들어낸 진이다. 루프가 검게 물든 이가 검은 금속기를 몸에 꽂아 넣는 것으로 만들어진다.
마장(일본어: 魔装)
끌어낸 진의 힘으로 몸을 얇게 감싸 자신과 동화시켜 자기 자신을 마신으로 만드는 것을 일컫는다.
무기화 마장(일본어: 武器化魔装)
핵인 금속기로부터 그에 가까운 육신(주로 무기를 든쪽의 손)에만 향한 마장을 일컫는다.
권속기(일본어: 眷属器)
금속기에서 힘을 나눈 마법 도구.
어둠의 금속기(일본어: 闇の金属器)
알 사멘에 의해 검은 루프를 양식으로 만들어진 금속기.
미궁 (던전, 일본어: 迷宮 ダンジョン[*])
대략 14년 정도 전에 전세계에 출현한 고대 왕조의 유적. 내부에는 귀금속 제품이나 보석 등 일반적 보물의 외부, 마법 도구 등이 함께 잠들어 있는데 그 정점에는 "진의 금속기"가 있다. 가장 안쪽의 보물 방에서 진과 계약을 완료하면 공략으로 간주되며, 또한 한번이라도 누군가가 공략하면 소멸해 버린다. 마기의 힘으로 출현한다.
제1미궁 “바알”
제6미궁 “”
제7미궁 “아몬”
제14미궁 “”
제61미궁 “”

### 마법 관련
마법(일본어: 魔法)
루프에 명령을 주고 그것이 만들어 내는 마력에 의해 열·얼음·번개·중력 등 다양한 현상을 일으키는 현상.
마법사(일본어: 魔法使い)
도구를 사용하지 않고, 자신의 마력을 다른 것으로 변환할 수 있는 인간.
마기(일본어: マギ)
왕이 될 사람을 선택하고 지도 역할을 하는 마법사. 「창조의 마법사」, 「경애하는 솔로몬의 현신」이라고도 불린다. 마기를 인도할 수 있는 건 위대한 루프의 의지 뿐이기에 솔로몬 왕이 루프로 만들어 낸 진은 지시는 물론이고 조언하는 일 조차 무례한 것으로 여긴다. 왕을 찾아내어 간파하고 선택하여 단련시킬 수 있는 왕의 선정을 사명으로 가지고 있으며, 알라딘은 타전으로 역류하는 운명을 바꾸는 기적의 흐름을 만들어 내는 것도 사명으로 삼는다. 작중 등장한 마기는 쥬다르, 유난, 세헤라자드, 알라딘, 알마 트란에서 건너온 마기인 연옥염, 세헤라자드 사후 마기가 된 티토스이다.
마도사(일본어: 魔導士)
마법사의 계급 중 하나. 자신의 몸의 마력의 양이 많아 다양한 마법을 사용할 수 있다. 마기에서 한 단계 아래의 계급이라고 할 수 있다. 매그노슈탓트에서는 비마도사(非魔導士)는 “고이(ゴイ)”라고 불린다. 차별과 억압을 당하기도 했었다.
마법도구(일본어: 魔法道具)
사용자의 마력을 제공해 다양한 마법을 행사 할 수 있는 도구. 권속 장치와 달리 마도사도 사용할 수 있다. 본래라면 미궁에서밖에 존재하지 않는 것이지만, 알 사멘에서 매그노슈탓트에 정품이 제공되며, 그 연구 결과 최근 마도사들에 의해 인공적으로도 생성되게 되었다.

### 기타 중요한 용어
루프(일본어: ルフ)
새의 형태를 하고 있으며, 생명체들은 죽으면 이 형태로 돌아가게 된다. 단, 예외도 있으며 못돌아가는 경우도 있다. 마기는 루프의 힘을 얼마든지 빌릴 수 있다고 한다.
타전(일본어: 堕転)
운명과 루프의 흐름을 역류시키는 행위. 진화를 퇴화로, 유를 무로 모든것을 음의 방향으로 역류시키는 행위. 자신의 운명을 원망하거나, 절망하게 되면 검은 루프로 변하고 마는데, 알 사멘은 이를 이용하여 세계를 암흑으로 만들 생각을 하고 있다.
마고이(일본어: マゴイ)
루프의 에너지이자, 마력의 근원. 이는 한정되어 있으나, 마기는 마고이의 제한이 없다.
마고이 조작(일본어: 魔力操作)
체내의 마고이를 조작해서 상대방의 힘과 상쇄시키는 기술이다. 이를 익히면 상대의 마장을 해제시키거나 공격을 상쇄시킬 수 있다. 스스로의 생명을 깎아 쓰는 것인만큼 사용할수록 수명이 줄어든다. 이 기술을 익힌 이는 신드바드와 연백룡, 알리바바가 있다.
솔로몬의 지혜(일본어: ソロモンの知恵)
운명의 역류를 초월하는 기적의 힘. 알라딘이 손에 넣은 힘이다.
검은 신(일본어: 黒の神)
전혀 다른 차원의 고위 존재인 악의 화신으로, 옛날 알마트랑의 비극을 일으킨 존재. 알 사멘에서 "우리들의 아버지(我らの父)"라고 불린다. 손에 닿은 모든 것으로부터 흰 루프를 빼앗는 힘을 가지고 있어, 이것이 나타난 세계에서 모든 생활뿐만 아니라 빛이나 소리조차도 말살 시켜 버리는 것으로 알려져 있다.
칠해 연합(일본어: 七海連合)
신밧드가 만든 7국 동맹으로 불침략을 기지로 내세운 동맹이다. 7개의 나라는 각각은 소국이나 강대한 힘을 품고 있다. 작중에서 연합 가입국가로 거론된 것은 수장인 신드리아 왕국, 엘리오합트국, 아르테뮤라국, 임차크국이다.
신밧드의 모험서(일본어: シンドバッドの冒険書)
신드바드 본인이 쓴 모험서로 21권까지 그와 8인장의 던전 공략 모험담을 담고 있다.
마하라간(일본어: マハラガーン)
신드리아의 수확 사육연(謝肉宴). 임차크의 마하라간 축제를 본 신드바드가 그를 본떠 행하는 축제다.
알마 트란(일본어: 理想郷 アルマ・トラン[*])
운명을 넘어 내일로 나아가는 힘을 잃었기 때문에 멸망하였다는 세계로, 솔로몬과 알 사멘의 대립은 이 때부터 지금까지 계속되고 있다.

## 단행본

### 일본어판
- 오다카 시노부《마기》쇼우 갓칸 <소년 선데이 코믹스> 기간(旣刊) 21권
  1. 2009년 12월 18일 발매[주 1], ISBN 978-4-09-122063-9
  2. 2009년 12월 18일 발매[주 2], ISBN 978-4-09-122064-6
  3. 2010년 3월 18일 발매[주 3], ISBN 978-4-09-122196-4
  4. 2010년 6월 18일 발매[주 4], ISBN 978-4-09-122336-4
  5. 2010년 8월 18일 발매[주 5], ISBN 978-4-09-122527-6
  6. 2010년 10월 18일 발매[주 6], ISBN 978-4-09-122629-7
  7. 2011년 1월 18일 발매[주 7], ISBN 978-4-09-122770-6
  8. 2011년 4월 18일 발매[주 8], ISBN 978-4-09-122853-6
  9. 2011년 7월 15일 발매[주 9], ISBN 978-4-09-123198-7
  10. 2011년 10월 18일 발매[주 10], ISBN 978-4-09-123335-6
  11. 2012년 1월 18일 발매[주 11], ISBN 978-4-09-123535-0
  12. 2012년 4월 18일 발매[주 12], ISBN 978-4-09-123648-7
  13. 2012년 7월 18일 발매[주 13], ISBN 978-4-09-123774-3
  14. 2012년 9월 18일 발매[주 14], ISBN 978-4-09-123850-4
  15. 2012년 11월 16일 발매[주 15], ISBN 978-4-09-124009-5
  16. 2013년 2월 18일 발매[주 16], ISBN 978-4-09-124181-8
  17. 2013년 5월 17일 발매[주 17], ISBN 978-4-09-124301-0
  18. 2013년 9월 18일 발매[주 18], ISBN 978-4-09-124383-6
  19. 2013년 10월 18일 발매[주 19], ISBN 978-4-09-124453-6
  20. 2014년 1월 17일 발매[주 20], ISBN 978-4-09-124552-6
  21. 2014년 4월 18일 발매[주 21], ISBN 978-4-09-124621-9

### 한국어판
- 《마기》의 한국어판. 번역은 오경화.
  1. 2011년 4월 15일, ISBN 89-252-7570-8
  2. 2011년 4월 15일, ISBN 89-252-7571-6
  3. 2011년 5월 15일, ISBN 89-252-7718-2
  4. 2011년 6월 15일, ISBN 89-252-7825-1
  5. 2011년 7월 15일, ISBN 89-252-7927-4
  6. 2011년 8월 15일, ISBN 89-252-8119-8
  7. 2011년 8월 17일, ISBN 89-252-8264-X
  8. 2011년 9월 23일, ISBN 89-252-8429-4
  9. 2011년 10월 21일, ISBN 89-252-8666-1
  10. 2012년 1월 27일, ISBN 89-252-9193-2
  11. 2012년 4월 27일, ISBN 89-252-9561-X
  12. 2012년 7월 20일, ISBN 89-6725-003-7
  13. 2012년 10월 31일, ISBN 89-6725-493-8
  14. 2013년 1월 7일, ISBN 89-6725-913-1
  15. 2013년 4월 19일, ISBN 89-6822-222-3
  16. 2013년 7월 5일, ISBN 89-6822-518-4
  17. 2013년 11월 26일, ISBN 89-6822-926-0
  18. 2014년 2월 11일, ISBN 979-1-156-25185-9
  19. 2014년 4월 10일, ISBN 979-1-156-25372-3

## 텔레비전 애니메이션
제1기는 2012년 10월 7일부터 2013년 3월 31일까지 MBS와 TBS를 통해 총 25화로 방영되었다. 부제는 “The labyrinth of magic”. 대한민국에서의 방영은 애니플러스, 카툰 네트워크, 애니맥스, 투니버스, 니켈로디언, 네이버Tv캐스트를 통해 방영.
제2기의 경우는 2013년 10월 6일부터 2014년 3월 30일까지 방영. 부제가 “The kingdom of magic”으로 변경되었다.

### 제작진
- 원작 : 오타카 시노부
- 감독 : 마스나리 코지
- 기획 : 나츠메 코이치로, 우에다 마스오, 사와베 노부마사,
엔도 마사키, 타후 나오히로, 야나무라 츠토무, 타케다 세이지
- 시리즈 구성 : 요시노 히로유키
- 시리즈 연출 : 하야시 나오타카
- 캐릭터 디자인 / 총작화감독 : 아카이 토시후미
- 컨셉트 디자인 : 타케우치 시호
- 이펙트 애니메이션 : 하시모토 타카시
- 크리쳐 디자인 : 진구지 노리유키[2]
- 미술감독 : 카와모토 아유, 마에즈카 타이치
- 미술설정 : 타니우치 유우호
- 색채설계 : 스즈키 에리
- 프롭 설정 : 미야가와 카츠오
- 촬영감독 : 세키야 요시히로
- 3DCG 디렉터 : 나가사와 요지[2]
- 편집 : 미시마 아키노리
- 음향감독 : 키쿠타 히로미
- 음악 : 사기스 시로
- 프로듀서 : 사이토 토모유키, 시미즈 히로유키,
오치코시 토모노리, 사이토 슌스케, 마루야마 히로오
- 애니메이션 프로듀서 : 시미즈 아키라
- 제작사 : A-1 Pictures
- 제작 : 마기 제작위원회

### 주제가

#### 제1기
오프닝 테마
〈V.I.P〉(제 1 화 - 제 12 화)
작사 : 마오 / 작곡 : 미메구미 아키 / 편곡 : SID, 타카유키 카토, 요시다 쇼헤이 / 노래 : SID
〈빛나는 별 아래에서(瞬く星の下で)〉(제 13 화 - 제 24 화)
작사·작곡 : 신도 하루이치 / 편곡 : 타나카 유스케, 타치자키 유스케, 포르노 그라피티, 오카무라 미오 / 노래 : 포르노 그라피티
엔딩 테마
〈손가락 망원경(指望遠鏡)〉(제 1 화 - 제 12 화)
작사 : 아키모토 야스시 / 작곡: 키타무로 료마 / 편곡 : 키무라 유키 / 노래 : 노기자카46
〈The Bravery〉(제 13 화 - 제 24 화)
작사·작곡·편곡 : ryo / 노래 : supercell

#### 제2기
오프닝 테마
〈ANNIVERSARY〉(제 1 화 - 제 13 화)
작사 : 마오 / 작곡 : 미메구미 아키 / 편곡 : SID, 타카유키 카토, 요시다 쇼헤이 / 노래 : SID
〈빛 -HIKARI-(光-HIKARI-)〉(제 14 화 - 제 24 화)
작사 - SHIN / 작곡 - RENO / 편곡 - 岸利至、ViViD / 노래 - ViViD (EPIC Records Japan)
엔딩 테마
〈에덴(エデン)〉(제 1 화 - 제 13 화)
작사·작곡 - 太志 / 노래 - Aqua Timez (EPIC Records Japan)
〈With You / With Me〉(제 14 화 - 제 24 화)
작사·작곡 - OZO / 편곡 - tasuku tohyama / 노래 - 9nine (SME Records)

### 각화별 목록
- 부제 풀이는 애니플러스의 표기를 따른다.

| 화수  | 부제 (원제/풀이)                                | 방영일          |       |       |       |       |       |       |       |
| 제1기 | 제1기                                           | 제1기           | 제1기 | 제1기 | 제1기 | 제1기 | 제1기 | 제1기 | 제1기 |
| ----- | ----------------------------------------------- | --------------- | ----- | ----- | ----- | ----- | ----- | ----- | ----- |
| 1     | アラジンとアリババ 알라딘과 알리바바            | 2012년 10월 7일 |       |       |       |       |       |       |       |
| 2     | 迷宮組曲 미궁 조곡                              | 10월 14일       |       |       |       |       |       |       |       |
| 3     | 創世の魔法使い 창세의 마법사                    | 10월 21일       |       |       |       |       |       |       |       |
| 4     | 草原の民 초원의 민족                            | 10월 28일       |       |       |       |       |       |       |       |
| 5     | 迷宮攻略者 미궁 공략자                          | 11월 4일        |       |       |       |       |       |       |       |
| 6     | 戦闘民族ファナリス 전투민족 파나리스            | 11월 11일       |       |       |       |       |       |       |       |
| 7     | その名はシンドバッド 그 이름은 신드바드         | 11월 18일       |       |       |       |       |       |       |       |
| 8     | 守れない約束 지킬 수 없는 약속                  | 11월 25일       |       |       |       |       |       |       |       |
| 9     | 王子の責任 왕자의 책임                          | 12월 2일        |       |       |       |       |       |       |       |
| 10    | その名はジュダル 그 이름은 쥬다르               | 12월 9일        |       |       |       |       |       |       |       |
| 11    | 新たなる来訪者 새로운 방문객                    | 12월 16일       |       |       |       |       |       |       |       |
| 12    | 決意と決別 결의와 결별                          | 12월 23일       |       |       |       |       |       |       |       |
| 13    | 反逆の王子 반역의 왕자                          | 2013년 1월 6일  |       |       |       |       |       |       |       |
| 14    | アリババの答え 알리바바의 대답                  | 1월 13일        |       |       |       |       |       |       |       |
| 15    | カシムの答え 카심의 대답                        | 1월 20일        |       |       |       |       |       |       |       |
| 16    | ソロモンの知恵 솔로몬의 지혜                    | 1월 27일        |       |       |       |       |       |       |       |
| 17    | 笑顔 미소                                       | 2월 3일         |       |       |       |       |       |       |       |
| 18    | シンドリア王国 신드리아 왕국                    | 2월 10일        |       |       |       |       |       |       |       |
| 19    | ホシの名はシンドバッド 용의자의 이름은 신드바드 | 2월 17일        |       |       |       |       |       |       |       |
| 20    | 王子と皇子 왕자와 황자                          | 2월 24일        |       |       |       |       |       |       |       |
| 21    | 迷宮ザガン 미궁 자간                            | 3월 3일         |       |       |       |       |       |       |       |
| 22    | 炎の眷属 불의 권속                              | 3월 10일        |       |       |       |       |       |       |       |
| 23    | 鬨の声 함성 소리                                | 3월 17일        |       |       |       |       |       |       |       |
| 24    | 堕転 타전                                       | 3월 24일        |       |       |       |       |       |       |       |
| 25    | アリババとアラジン 알리바바와 알라딘            | 3월 31일        |       |       |       |       |       |       |       |
| 제2기 |                                                 |                 |       |       |       |       |       |       |       |
| 1     | 旅立ちの予感 여행의 예감                        | 2013년 10월 6일 |       |       |       |       |       |       |       |
| 2     | 旅立ち 여행을 떠나다                            | 10월 13일       |       |       |       |       |       |       |       |
| 3     | 出航 출항                                       | 10월 20일       |       |       |       |       |       |       |       |
| 4     | 海賊 해적                                       | 10월 27일       |       |       |       |       |       |       |       |
| 5     | 母 어머니                                       | 11월 3일        |       |       |       |       |       |       |       |
| 6     | 優しい人 다정한 사람                            | 11월 10일       |       |       |       |       |       |       |       |
| 7     | 練紅覇登場 연홍패 등장                          | 11월 17일       |       |       |       |       |       |       |       |
| 8     | 特訓の日々 특훈의 나날                          | 11월 24일       |       |       |       |       |       |       |       |
| 9     | レーム帝国 뢰엠 제국                            | 12월 1일        |       |       |       |       |       |       |       |
| 10    | 最高司祭 최고 사제                              | 12월 8일        |       |       |       |       |       |       |       |
| 11    | 大峡谷 대협곡                                   | 12월 15일       |       |       |       |       |       |       |       |
| 12    | 新たなる皇帝 새 황제                            | 12월 22일       |       |       |       |       |       |       |       |
| 13    | ティトス・アレキウス 티토스 알렉키우스          | 2014년 1월 5일  |       |       |       |       |       |       |       |
| 14    | 隠された民 감춰진 사람들                        | 1월 12일        |       |       |       |       |       |       |       |
| 15    | 魔導士の国 마도사의 나라                        | 1월 19일        |       |       |       |       |       |       |       |
| 16    | 残された命 남은 목숨                            | 1월 26일        |       |       |       |       |       |       |       |
| 17    | 宣戦布告 선전포고                               | 1월 26일        |       |       |       |       |       |       |       |
| 18    | レームの脅威 뢰엠의 위협                        | 2월 2일         |       |       |       |       |       |       |       |
| 19    | 本物のマギ 진정한 마기                          | 2월 9일         |       |       |       |       |       |       |       |
| 20    | 再会 재회                                       | 2월 23일        |       |       |       |       |       |       |       |
| 21    | 王の器 왕의 그릇                                | 3월 2일         |       |       |       |       |       |       |       |
| 22    | 守りたいもの 지키고 싶은 것                     | 3월 9일         |       |       |       |       |       |       |       |
| 23    | 魔装戦士たち 마장 전사들                        | 3월 16일        |       |       |       |       |       |       |       |
| 24    | 滅亡の時 멸망의 때                              | 3월 23일        |       |       |       |       |       |       |       |
| 25    | おかえりなさい 어서 와                          | 3월 30일        |       |       |       |       |       |       |       |

### 도서 정보
1. ↑  “『マギ 1』”. 2013년 8월 7일에 원본 문서에서 보존된 문서. 2012년 9월 19일에 확인함.
2. ↑  “『マギ 2』”. 2013년 5월 1일에 원본 문서에서 보존된 문서. 2012년 9월 19일에 확인함.
3. ↑  “『マギ 3』”. 2013년 5월 1일에 원본 문서에서 보존된 문서. 2012년 9월 19일에 확인함.
4. ↑  “『マギ 4』”. 2013년 5월 1일에 원본 문서에서 보존된 문서. 2012년 9월 19일에 확인함.
5. ↑  “『マギ 5』”. 2013년 5월 1일에 원본 문서에서 보존된 문서. 2012년 9월 19일에 확인함.
6. ↑  “『マギ 6』”. 2013년 2월 23일에 원본 문서에서 보존된 문서. 2012년 9월 19일에 확인함.
7. ↑  “『マギ 7』”. 2013년 5월 1일에 원본 문서에서 보존된 문서. 2012년 9월 19일에 확인함.
8. ↑  “『マギ 8』”. 2013년 5월 1일에 원본 문서에서 보존된 문서. 2012년 9월 19일에 확인함.
9. ↑  “『マギ 9』”. 2013년 5월 1일에 원본 문서에서 보존된 문서. 2012년 9월 19일에 확인함.
10. ↑  “『マギ 10』”. 2013년 5월 1일에 원본 문서에서 보존된 문서. 2012년 9월 19일에 확인함.
11. ↑  “『マギ 11』”. 2013년 5월 1일에 원본 문서에서 보존된 문서. 2012년 9월 19일에 확인함.
12. ↑  “『マギ 12』”. 2013년 5월 1일에 원본 문서에서 보존된 문서. 2012년 9월 19일에 확인함.
13. ↑  “『マギ 13』”. 2013년 5월 1일에 원본 문서에서 보존된 문서. 2012년 9월 19일에 확인함.
14. ↑  “『マギ 14』”. 2013년 5월 1일에 원본 문서에서 보존된 문서. 2012년 9월 19일에 확인함.
15. ↑  “『マギ 15』”. 2013년 5월 1일에 원본 문서에서 보존된 문서. 2012년 11월 17일에 확인함.
16. ↑  “『マギ 16』”. 2013년 2월 23일에 원본 문서에서 보존된 문서. 2013년 2월 18일에 확인함.
17. ↑  “『マギ 17』”. 2013년 5월 17일에 확인함.[깨진 링크(과거 내용 찾기)]
18. ↑  “『マギ 18』”. 2013년 9월 18일에 확인함.[깨진 링크(과거 내용 찾기)]
19. ↑  “『マギ 19』”. 2013년 10월 18일에 확인함.[깨진 링크(과거 내용 찾기)]
20. ↑  “『マギ 20』”. 2014년 1월 17일에 확인함.[깨진 링크(과거 내용 찾기)]
21. ↑  “『マギ 21』”. 2014년 4월 18일에 확인함.[깨진 링크(과거 내용 찾기)]